# Xã Richland, Quận Jones, Iowa
Xã Richland (tiếng Anh: Richland Township) là một xã thuộc quận Jones, tiểu bang Iowa, Hoa Kỳ. Năm 2010, dân số của xã này là 810 người.